# أحمد إيبش
الدكتور أحمد إيبش باحث ومؤرخ متخصـّص في التاريخ الإسلامي والتاريخ الحديث، وبخاصـّة: تاريخ بلاد الشام في العهدِ العثماني، والتراث الحضاري لجزيرة العرب وطبوغرافيتها التاريخية. له أبحاث أكاديميّة في مجالي الفيلولوجيا والنقد النصي.

## دراسته
درسَ التاريخ في الجامعة الأميركية في بيروت، وفي جامعتي بوغازيجي وأورطا دو في إسطنبول وأنقرة وجامعة إسطنبول. قام بدراسات في التـّاريخِ السـّياسي في جامعةِ فريدريش ألكساندر بألمانيا. يـُجيد سبع لغات أجنبية، ويترجم عن 14 لغـة. مجاز في فن التصوير الفوتوغرافي الأثري والتوثيقي.

## نشاطه
قـام بإلقاء عشرات المحاضرات في جامعات ومعاهد وجمعيـّات مختلفة. شارك بندوة دولية عن دمشق القديمة أقامتها نقابة المهندسين بدمشق عام 1985، كما شاركَ بندوتين دوليتين أقامتهما جمعية المستشرقين الألمان، الأولى منهما في بيروت عام 1999 حول عواصم بلاد الشـّام وحوض البحر الأبيض المتوسط خلال عهد التنظيمات الخيريـّة، والثانية في جامعة إرلانغن بألمانيا عام 2000 حول نشوء الإيديولوجيات القوميـّة في بلادِ الشـامِ في العصرِ الحديث. كما ألقى محاضرات في كل من جامعة مدريد وسالامانكا وغرناطة في إسبانيا حول انتشارِ الحضارة الإسلاميـّة من المشرِق إلى الأندلس. وشارك في ندوة دمشق القديمة والحفاظ عليها تراثاً وطنياً وعالمياً التي أقامتها وزارة التعليم العالي بدمشق 2003، كما شارك في المؤتمر الدولي السابع لتاريخ بلاد الشام الذي أقيم في عمان عام 2006.

## أبحاثه
صدرت له عـدّة أبحاث ودراسات في التـّراث الإسلامي منذ عام 1982:
1- وصف دمشق في القرن السابع عشر، من مذكرات الرّحالة الفرنسي لوران دارڤيو، ترجمة عن الفرنسية من كتاب: les Mémoires du Chevalier d’Arvieux، دمشق 1982.
2- وصف دمشق والشام في أيام الملك الظاهر بيبرس: نصوص للقزويني، تحقيق ودراسة، دمشق 1983.
3- أساليب الحماية الوقائية لواجهات الأبنية الأثرية في سورية، ترجمة عن الفرنسية، لصالح مديرية الدراسات في المديرية العامة للآثار والمتاحف 1983 (بحث غير منشور).
4- مدينة دمشق القديمة مهدّدة بالزوال تحت وطأة التطوّر المدني: مارڤن هاو، ترجمة عن الإنكليزية، منشورات جمعية أصدقاء دمشق 1983.
5- قلعة دمشق الأثرية، تأريخ ووصف، منشورات جمعية أصدقاء دمشق 1983.
6- قلعة الحصن، دراسة تاريخية وأثرية: ترجمة عن الفرنسية لبحث للآثاري الفرنسي پول ديشان Paul Deschamps: le Crac des Chevaliers، دمشق 1984 (بحث غير منشور).
7- صالحية دمشق، لمحة تاريخية موجزة، منشورات جمعية أصدقاء دمشق 1984. 
8- المدرسة الصّادريّة، أقدم مدرسة بدمشق، منشورات جمعية أصدقاء دمشق 1984.
9- غاية البيان في ترجمة الشيخ أرسلان: لشمس الدين محمد ابن طولون الصالحي، تحقيق عن مخطوطة فريدة في مكتبة الدولة في برلين، دمشق 1984. 
10- وصف دمشق من خلال نصوص نادرة لبعض الرّحالين الأوروپيين من القرن الرابع عشر إلى القرن السابع عشر: موندڤيل، دى لابروكيير، بولون، مانريك)، ترجمة وتحقيق، دمشق 1984. ونُشرت منها مقتطفات في كتاب: دمشق الشام أقدم مدينة في العالم، دمشق 1989.
11- مسجد خالد بن الوليد، أول مسجد بدمشق منذ الفتح الإسلامي. الندوة الدولية حول دمشق القديمة، شباط 1985. نُشر البحث في مجلة الحوليات الأثرية السورية 35 (1985)، ص 417-431.
12- معالم دمشق التاريخية، دراسة تاريخية ولغوية عن أحيائها ومواقعها القديمة، تراثها وأصولها واشتقاق أسمائها. وزارة الثقافة، دمشق 1996.
13- دمشق الشام في نصوص الرّحالين والجغرافيين العرب والمسلمين، من القرن الثالث إلى القرن الثالث عشر للهجرة (جزءان)، دراسة وتحقيق، وزارة الثقافة، دمشق 1998.
14- أحمد بن فضلان، أول رحّآلة عربي يزور جنوب روسيا وأوروپا الشمالية، بحث وتحقيق في مخطوطة معهد الاستشراق في سان پيتربورغ، المنقولة عن نسخة مشهد. الجمعية الجغرافية السورية، دمشق 1998.
15- The Role of Leading Kurdish Families in Urban Politics of Late Ottoman Damascus, 1807-1918. Proceedings of Syria II Conference. Deutschen Morgenländischen Gesellschaft, Beirut, April 1999.
16- The Ottoman Province of Damascus, 1725-1775. From Strife of Political Loyalties to Emergence of Ideological Identities. Proceedings of the Third Conference on the Syrian Land. Institut für Politische Wissenschaft, Naher Osten. Friedrich-Alexander Universität, Erlangen-Nürnberg, August 2000.
17- التعليق، مذكرات يومية كتبت بدمشق: للشيخ شهاب الدّين أحمد بن طوق (الجيرودي)، تحقيق الشيخ جعفر المهاجر، مراجعة أحمد إيبش، منشورات المعهد الفرنسي للدراسات العربية بدمشق 2001.
18- حوادث دمشق اليومية غداة الغزو العثماني للشام (926-951 هـ)، صفحات مفقودة تُنشر للمرّة الأولى من كتاب «مفاكهة الخلاّن في حوادث الزّمان» لابن طولون، تحقيق ودراسة موسّعة، دار الأوائل، دمشق 2002.
19- الحروب الصليبية، صراع الشرق والغرب: للمؤرخ الفرنسي رنيه غروسّيه، ترجمة لكتابه: René Grousset: Les Croisades، دارقتيبة، دمشق 2002.
20- دفاتر شامية عتيقة، مذكرات ومرويات ونوادر من تاريخ دمشق، دارقتيبة 2002.
21- معطيات تاريخية جديدة عن بلاد الشام في العهد العثماني، بحث في ندوة دمشق القديمة والحفاظ عليها تراثاً وطنياً وعالمياً، وزارة التعليم العالي، كانون الثاني 2003.
22- سيرة السّلطان الناصر صلاح الدين الأيوبي «النّوادر السّلطانيّة والمحاسن اليوسفية»: لابن شدّاد، تحقيق جديد عن مخطوطة الحرم القدسي النّادرة، دار الأوائل، دمشق 2003.
23- تطوّر الإنجيل، دراسة نقدية وترجمة جديدة لأقدم الأناجيل تكشف مفاهيم مثيرة: لإينوك پاول، ترجمة لكتاب: Enoch Powell: Evolution of the Gospel، مع دراسة وتحرير لمفرداته اليونانية واللاتينية والعبرية والآرامية، دار قتيبة، دمشق 2003.
24- رحلة إلى نجد، أو: رحلة حج إلى نجد، من دمشق إلى حائل عام 1878-1879: للرحّآلة البريطانية الليدي آن بلنت، ترجمة وتعليق لكتابها: Anne Blunt: A Pilgrimage to Nejd، دار المدى، دمشق 2004.
25- رحلة من الكويت إلى الرياض في عهد الإمام فيصل بن تركي آل سعود: للكولونيل لويس پيلي Lewis Pelly المفوّض البريطاني في بوشهر عام 1865 م = 1281 هـ، ترجمة وتقديم، دار قتيبة، دمشق 2004.
26- دمشق في عصر سلاطين المماليك، مشاهد وأحداث من نصوص أدب الرّحلات العربيّة، دار الشرق، دمشق 2005.
27- التّلمود، كتاب اليهود المقدّس: تاريخه، تعاليمه، ومقتطفات من نصوصه، دار قتيبة 2006.
28- إنجيل بارنابا، ترجمة مقارنة جديدة، جمعية الدّعوة الإسلاميّة العالميّة، طرابلس الغرب 2007.
29- جامع دمشق الأموي الكبير، تاريخه وعمارته وآثاره، وزارة الأوقاف، دمشق 2007.
30- دمشق الشام: قصة 9000 سنة من الحضارة: صفحات من تاريخها وتراثها الحضاري عبر العصور، مجموعة دعبول الصناعيّة، دمشق 2007.
سلسلة روّاد المشرق العربي:
يقوم منذ عام 2009 بالإشراف على سلسلة تصدرها هيئة أبوظبي للثقافة والتّراث، تعنى بنصوص الرّحّالين والمستشرقين الأوروپيين الذين جالوا في أنحاء المشرق العربي (وخصوصاً جزيرة العرب) على امتداد 500 عام، وتولّى تحرير السّلسلة بأكملها، واختيار كثير من الكتب المترجمة، كما قام بترجمة وتحرير 14 كتاباً منها. 
صدر من هذه السّلسلة خلال الفترة المذكورة 48 كتاباً، كان أشهرها: (رحلة عبر الخليج العربي) Unterwegs am Golf للمصوّر الألماني هرمان بورخارت، الذي جال ببلدان الخليج من البصرة إلى مسقط عام 1904 والتقط صوراً فوتوغرافيّة ذات قيمة نادرة جداً، اكتشفت سلبياتها مؤخراً في أحد متاحف ألمانيا، وكانت بحكم المفقودة. وكتاب (نجد الشمالي) Il Neged Settentrionale رحلة الإيطالي كارلو كلاوديو غوارماني إلى شمالي جزيرة العرب عام 1864. وكتاب (الطّواف حول البحر الإريثري)، الملاحة والتجارة في المحيط الهندي بالقرن الأول للميلاد Periplus Maris Erythraei لملّاح يوناني مجهول من القرن الأول للميلاد، لصالح مشروع (كلمة) للترجمة، صدر عام 2014.
وأحدث بحث له يجري الإعداد لنشره حالياً ضمن الأرشيف الوطني التابع لوزارة شؤون الرئاسة في أبوظبي عن: رحلات فاسكو دا غاما البحرية الثلاث، استناداً إلى كتاب المؤرخ البرتغالي غاسبار كورّيا Lendas da India مع دراسة وتحقيق ووثائق تنشر للمرة الأولى.